# Morar (Schottland)
Morar, schottisch-gälisch: Mòrar, ist ein Dorf an der schottischen Westküste mit etwa 250 Einwohnern. Es liegt in der Council Area Highland etwa drei Kilometer südlich von Mallaig an der Morar Bay.
Morar entstand erst im Jahr 1901 im Zuge des Baus der West Highland Line, die Fort William mit Mallaig verbindet. Dementsprechend verfügt Morar trotz seiner geringen Größe über einen Bahnhof.
Morar lebt heutzutage vor allem vom Tourismus. Die Touristen kommen hauptsächlich wegen der durch den Ort führenden Panoramastraße Road to the Isles und wegen der unmittelbar am Ortsrand liegenden Silver Sands of Morar. Dies ist ein besonders malerischer Küstenstreifen um die Mündung des Flusses Morar, dessen Sand bei Sonnenschein silbrig glänzt. Ein Großteil der Strand-Szenen im Film Local Hero wurde dort gedreht. Am Ortsrand befindet sich ein Wasserkraftwerk, in dem mithilfe des Wassers aus dem Morar elektrischer Strom erzeugt wird.
In Morar gibt es ein größeres Hotel sowie einige Pensionen und Ferienhäuser. Das Dorf ist per Bus direkt aus Fort William erreichbar und per Bahn ohne Umstieg an Glasgow angebunden. 

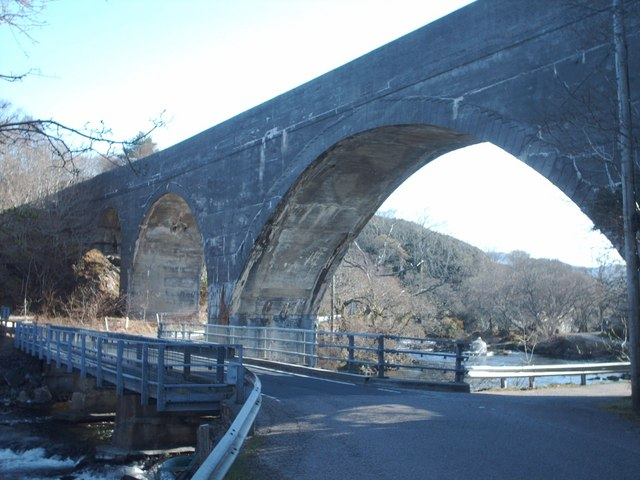
Morar Viaduct
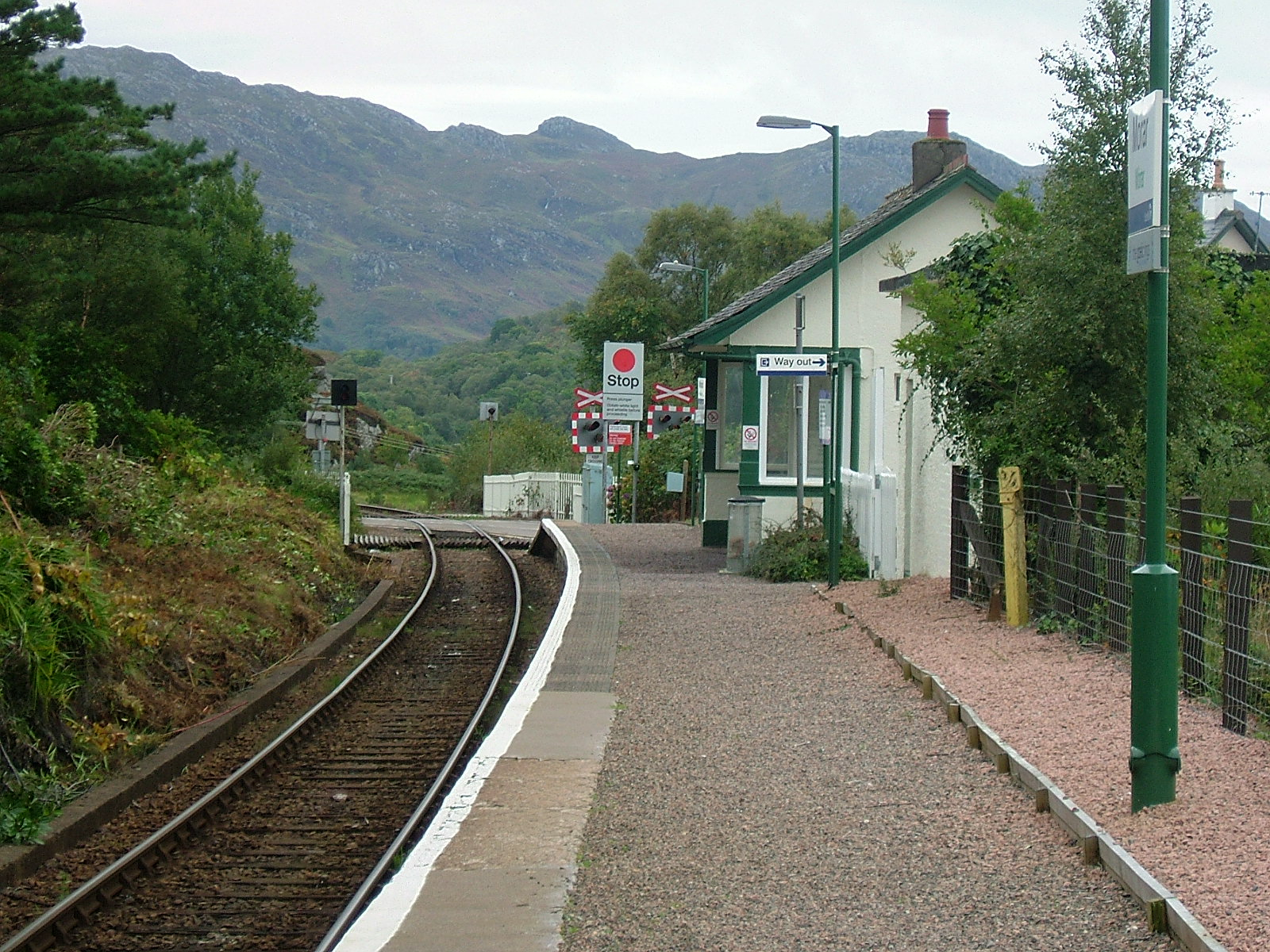
Bahnhof von Morar
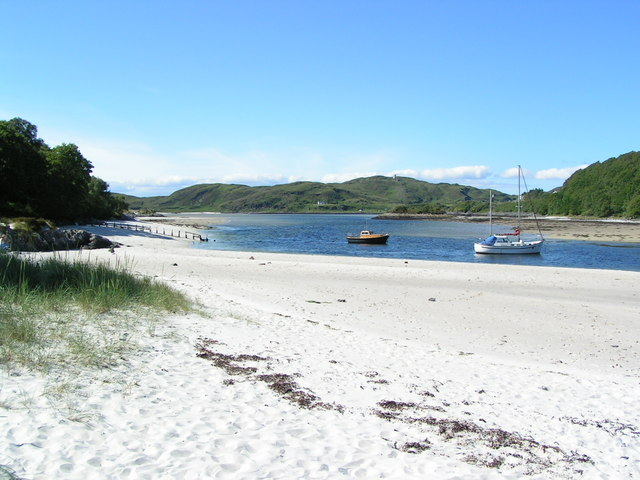
Silver Sands of Morar